# Eclissi solare del 10 agosto 1980
L'eclissi solare del 10 agosto 1980 è un evento astronomico che ha avuto luogo il suddetto giorno attorno alle ore 19.12 UTC. 
L'eclissi, di tipo anulare, è stata visibile in alcune parti del Nord America, del Centro America, del Sud America (Brasile, Bolivia, Perù, e Paraguay) e dell'Oceano Pacifico.
L'eclissi è durata 3 minuti e 23 secondi e l'ombra lunare sulla superficie terrestre ha raggiunto una larghezza di 100 km; al momento di massima eclissi il Sole era a 79 gradi (4.470 minuti d'arco, o 284.400 secondi d'arco) sopra l'orizzonte.
L'eclissi del 10 agosto 1980 è stata la seconda eclissi solare nel 1980 e la 183ª nel XX secolo. La precedente eclissi solare si è verificata il 16 febbraio 1980, la seguente il 4 febbraio 1981.

## Percorso e visibilità
L'eclissi si è manifestata sulla superficie terrestre all'alba locale a circa 540 chilometri a nord-est dell'atollo di Canton, nell'Oceano Pacifico; in seguito la pseudo umbra lunare ha proseguito a nord-est coprendo le Isole della Linea (Sporadi Equatoriali) e l'atollo di Tabuaeran, appartenente allo stato di Kiribati. Dopo avere percorso un lungo tratto oceanico e virando gradualmente a sud-est ha raggiunto la massima eclissi a circa 630 chilometri a sud dell'isola di Clipperton; proseguendo verso sud-est ha raggiunto i territori sudamericani occidentali lambendo il Perù e la regione di Ica per poi attraversare la Bolivia, il Paraguay e terminare al tramonto in Brasile al confine tra gli stati di Paranà e San Paolo.

## Eclissi correlate

### Eclissi solari 1979 - 1982
Questa eclissi è un membro di una serie semestrale. Un'eclissi in una serie semestrale di eclissi solari si ripete approssimativamente ogni 177 giorni e 4 ore (un semestre) a nodi alternati dell'orbita della Luna.

### Ciclo di Saros 135
L'eclissi fa parte del ciclo di Saros 135, che si ripete ogni 18 anni e 11 giorni, comprendente 71 eventi. La serie è iniziata con un'eclissi solare parziale il 5 luglio 1331. Comprende eclissi anulari dal 21 ottobre 1511 al 24 febbraio 2305, eclissi ibride l'8 marzo 2323 e il 18 marzo 2341 ed eclissi totali dal 29 marzo 2359 fino al 22 maggio 2449. La serie termina al membro 71 con un'eclissi parziale il 17 agosto 2593. La durata più lunga di un'eclissi totale nella serie sarà di 2 minuti e 27 secondi, il 12 maggio 2431.